# Landtagswahlkreis Siegen-Wittgenstein I
Der Landtagswahlkreis Siegen-Wittgenstein I ist ein Landtagswahlkreis in Nordrhein-Westfalen und der südlichste in Westfalen. Er umfasst die Gemeinden Burbach, Freudenberg, Neunkirchen und Siegen im Kreis Siegen-Wittgenstein.
Der Wahlkreis wurde zur Landtagswahl 2005 neu errichtet. Er ging aus dem ehemaligen Wahlkreis Siegen-Wittgenstein III hervor, welcher nur aus Siegen und Freudenberg bestand.

## Landtagswahl 2022
Wahlberechtigt waren 107.630 Einwohner, von denen sich 53,4 % an der Wahl beteiligten.
| Direktkandidat              | Partei   | Erststimmen in % | Zweitstimmen in % |
| --------------------------- | -------- | ---------------- | ----------------- |
| Bernardo Adhemar Molzberger | SPD      | 29.1             | 27,8              |
| Jens Kamieth                | CDU      | 37,4             | 35,0              |
| Manuela Köninger            | GRÜNE    | 14,1             | 14,7              |
| Andreas Weigel              | FDP      | 4,9              | 5,5               |
| Mark Philip Stadler         | LINKE    | 2,2              | 2,3               |
| Henning Zoz                 | AfD      | 7,2              | 7,3               |
| –                           | Sonstige | 5,0              | 7,4               |

Seit 2017 wird der Wahlkreis durch den Direktkandidaten Jens Kamieth (CDU) im Landtag vertreten.

## Landtagswahl 2017
Wahlberechtigt waren 111.853 Einwohner, von denen sich 62,6 % an der Wahl beteiligten.
| Direktkandidat        | Partei         | Erststimmen in % | Zweitstimmen in % |
| --------------------- | -------------- | ---------------- | ----------------- |
| Tanja Wagener         | SPD            | 31,6             | 32,3              |
| Jens Kamieth          | CDU            | 39,3             | 32,3              |
| Johannes Remmel       | GRÜNE          | 6,9              | 5,8               |
| Guido Müller          | FDP            | 7,4              | 10,9              |
| –                     | PIRATEN        | –                | 0,8               |
| Melanie Becker        | LINKE          | 5,4              | 5,4               |
| Markus Sonneborn      | ödp            | 0,7              | 0,4               |
| Brigitte Eger-Kahleis | AfD            | 7,7              | 8,4               |
| Dominik Eichbaum      | Einzelbewerber | 0,9              | –                 |
| –                     | Sonstige       | –                | 3,7               |

Neben dem direkt gewählten Wahlkreisabgeordneten Jens Kamieth (CDU), der das Mandat nach fünf Jahren von der SPD zurückgewinnen konnte, ist der Grünen-Kandidat und bisherige nordrhein-westfälische Umweltminister Johannes Remmel über den zweiten Platz der Landesliste seiner Partei in den Landtag eingezogen. Die bisherige Wahlkreisabgeordnete Tanja Wagener (SPD) schied hingegen aus dem Landtag aus, da ihr Listenplatz nicht ausreichend war.

## Landtagswahl 2012
Wahlberechtigt waren 112.772 Einwohner.
| Direktkandidat          | Partei   | Erststimmen in % | Zweitstimmen in % |
| ----------------------- | -------- | ---------------- | ----------------- |
| Jens Kamieth            | CDU      | 34,9             | 26,7              |
| Tanja Wagener           | SPD      | 39,3             | 41,3              |
| Johannes Remmel         | GRÜNE    | 11,9             | 9,9               |
| Gerhard Karl Kötter     | FDP      | 3,9              | 7,8               |
| Ulrich-Eberhardt Georgi | LINKE    | 2,6              | 2,6               |
| Nils Faerber            | PIRATEN  | 7,5              | 7,2               |
| –                       | Sonstige | –                | 4,6               |

## Landtagswahl 2010
Wahlberechtigt waren 113.271 Einwohner.
| Direktkandidat      | Partei   | Erststimmen in % | Zweitstimmen in % |
| ------------------- | -------- | ---------------- | ----------------- |
| Jens Kamieth        | CDU      | 40,1             | 34,7              |
| Tanja Wagener       | SPD      | 36,2             | 34,8              |
| Johannes Remmel     | Grüne    | 10,9             | 10,9              |
| Gerhard Karl Kötter | FDP      | 4,6              | 6,4               |
| Martin Gräbener     | LINKE    | 6,1              | 6,2               |
| Gereon Breuer       | Pro NRW  | 1,5              | 1,2               |
| Julian Dreher       | BüSo     | 0,7              | 0,1               |
| –                   | Sonstige | –                | 5,7               |

## Landtagswahl 2005
Wahlberechtigt waren 113.685 Einwohner.
| Direktkandidat            | Partei        | Stimmen in % |
| ------------------------- | ------------- | ------------ |
| Helga Schwarz-Schumann    | SPD           | 35,2         |
| Volkmar Klein             | CDU           | 46,7         |
| Falk Al-Omary             | FDP           | 5,1          |
| Johannes Remmel           | Grüne         | 5,5          |
| Michael Jäger             | REP           | 1,4          |
| Heiko Reichling           | PDS           | 0,7          |
| Eva-Marie Bialowons-Sting | Unabh. Bürger | 0,5          |
| Jochen Leuckel            | PBC           | 1,1          |
| Frank Surek               | BüSo          | 0,1          |
| Stephan Flug              | NPD           | 1,0          |
| Rolf Strehlau             | ödp           | 0,5          |
| Annemarie Memarian        | WASG          | 2,1          |